# I Feel Fine
〈I Feel Fine〉은 존 레논(레논-매카트니로 표기)이 작곡한 곡으로 1964년 영국의 록 밴드 비틀즈가 여덟 번째 영국 싱글의 A-사이드로 발매한 곡이다. 그 노래는 인기 있는 음악에서 기타 피드백을 처음 사용한 것 중 하나이다.

## 참여 인원
- 존 레논 – 더블 트랙 리드 보컬, 리드/리듬 기타
- 폴 매카트니 – 하모니 보컬, 베이스 기타
- 조지 해리슨 – 하모니 보컬, 리드 기타
- 링고 스타 – 드럼

이언 맥도날드 당 인원